# Васильківці (Хмельницький район)
Василькі́вці — село в Україні, у Ярмолинецькій ОТГ Хмельницького району Хмельницької області. Населення становить 157 осіб. Орган місцевого самоврядування — Ярмолинецька селищна рада.

## Символіка

### Герб
Щит перетятий срібною балкою. У першій лазуровій частині золотий сонях, у другій зеленій золота підкова вушками догори, в яку вписаний срібний цвях у стовп, вістрям донизу, супроводжувана по сторонам двома срібними цвяхами у стовп, вістрям донизу. Щит вписаний в золотий декоративний картуш і увінчаний золотою сільською короною. Унизу картуша напис "ВАСИЛЬКІВЦІ" і рік "1530".

### Прапор
Квадратне полотнище розділене горизонтально на три смуги – синю, білу, зелену – у співвідношенні 5:2:5. На верхній синій смузі жовтий сонях, на нижній жовта підкова вушками догори, по сторонам від якої два білих вертикальних цвяхи вістрям донизу.

### Пояснення символіки
Герб означає традиційне для села вирощування соняхів та інших сільськогосподарських культур,  срібна балка – символ Драгунської дороги, підкова і цвяхи означають присілок Ковалівку. На прапорі повторюються кольори і фігури герба.

## Галерея

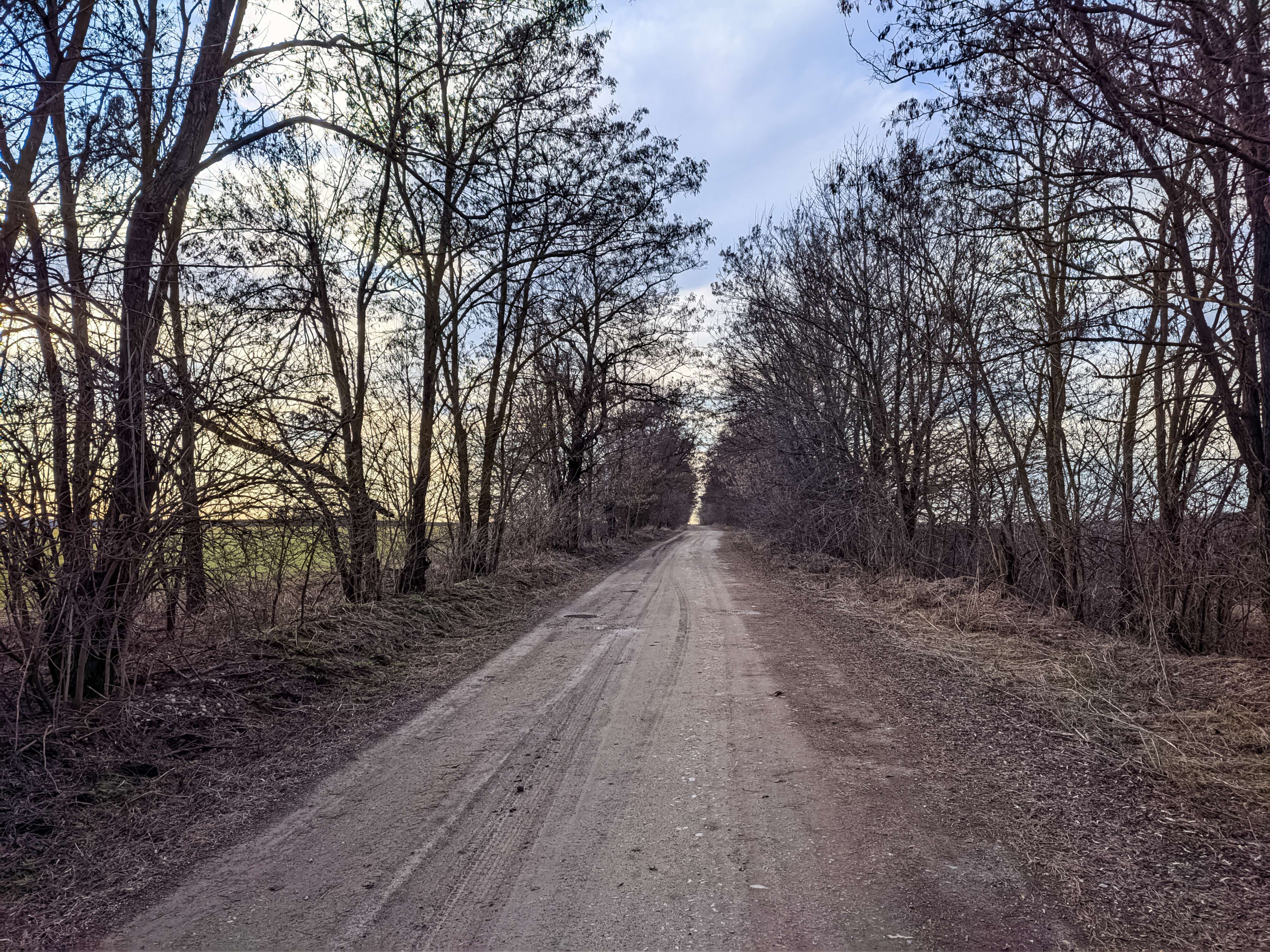
Дорога до села
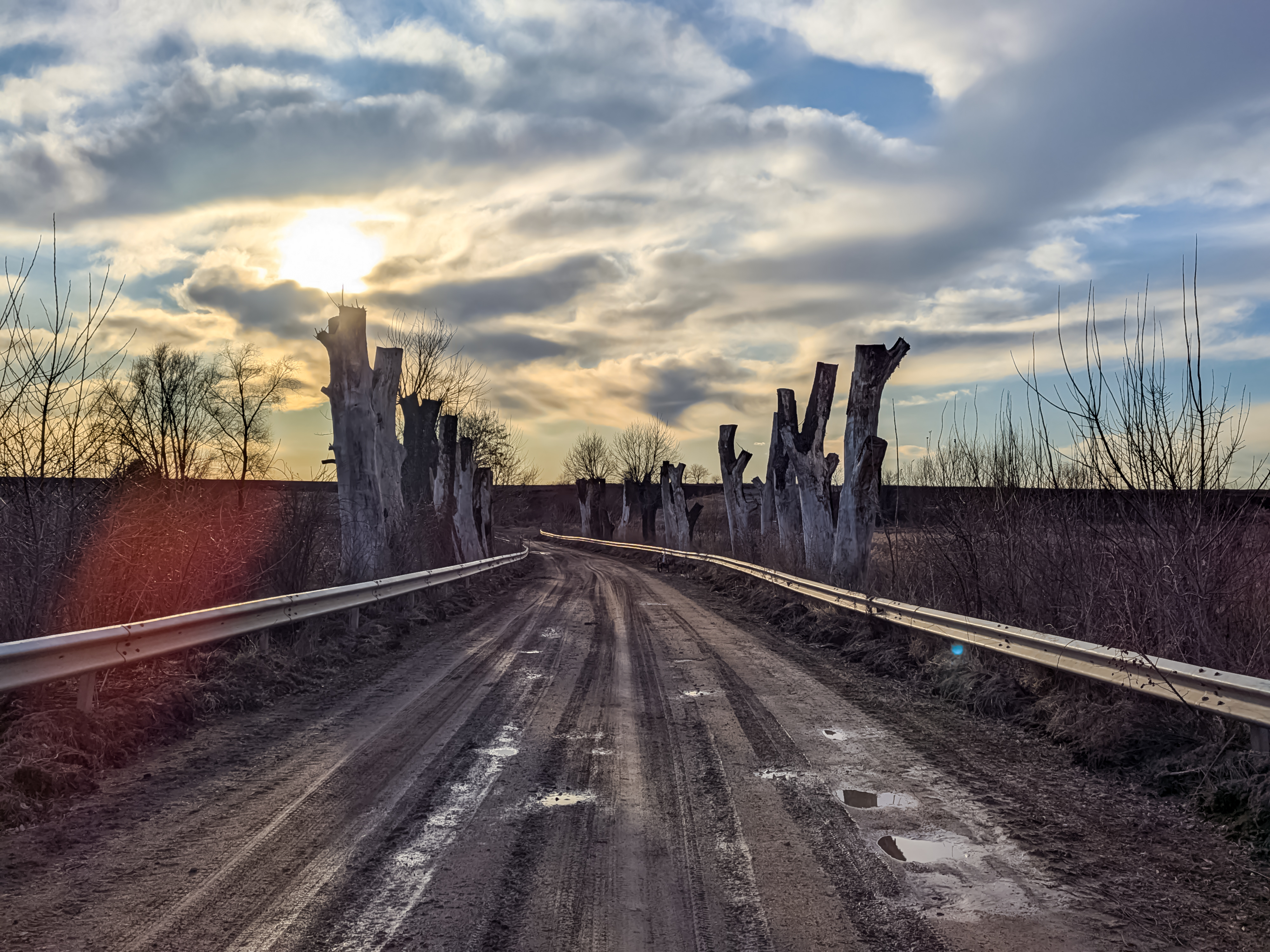
Дорога до села
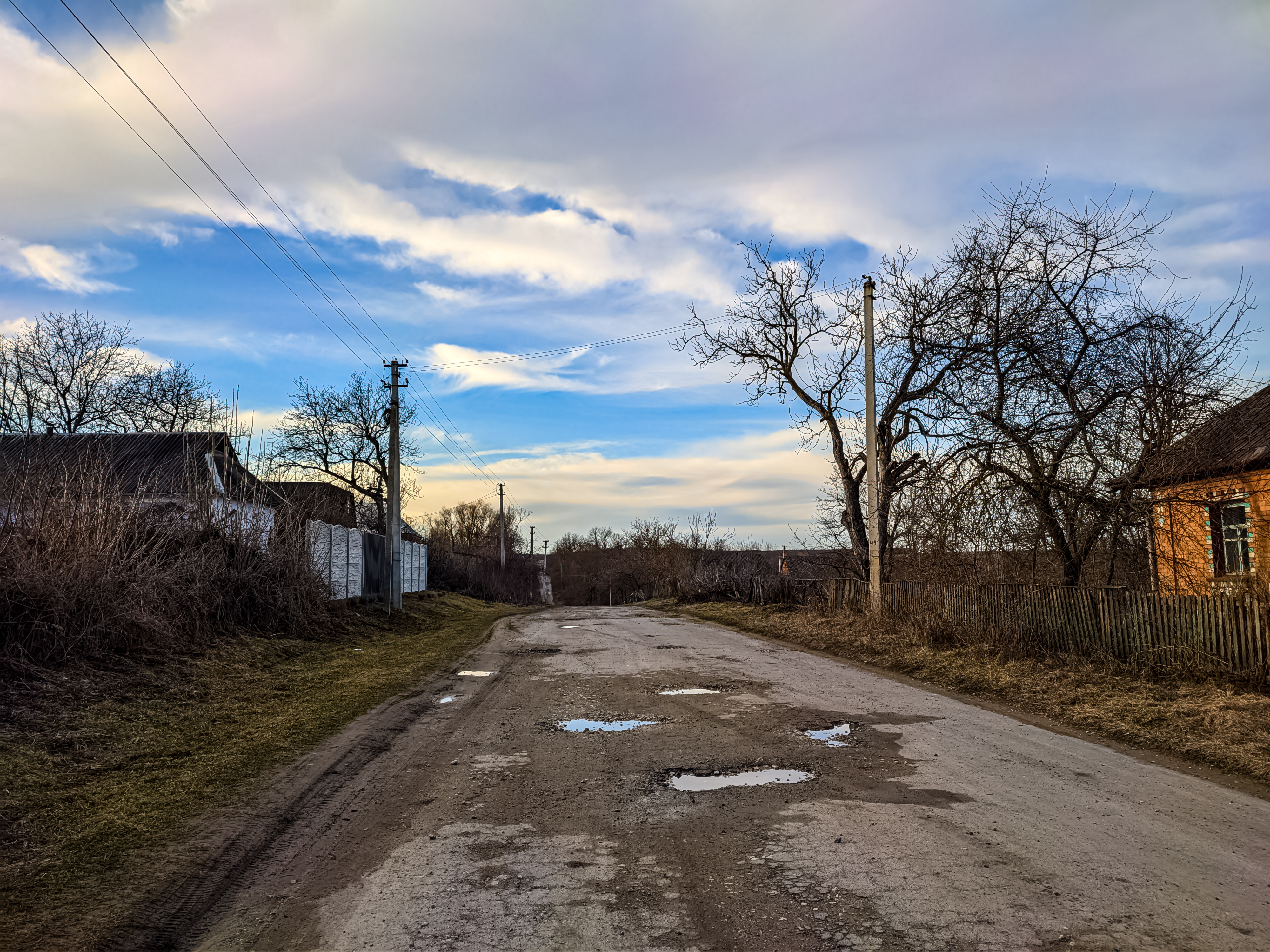
Вулиця Центральна
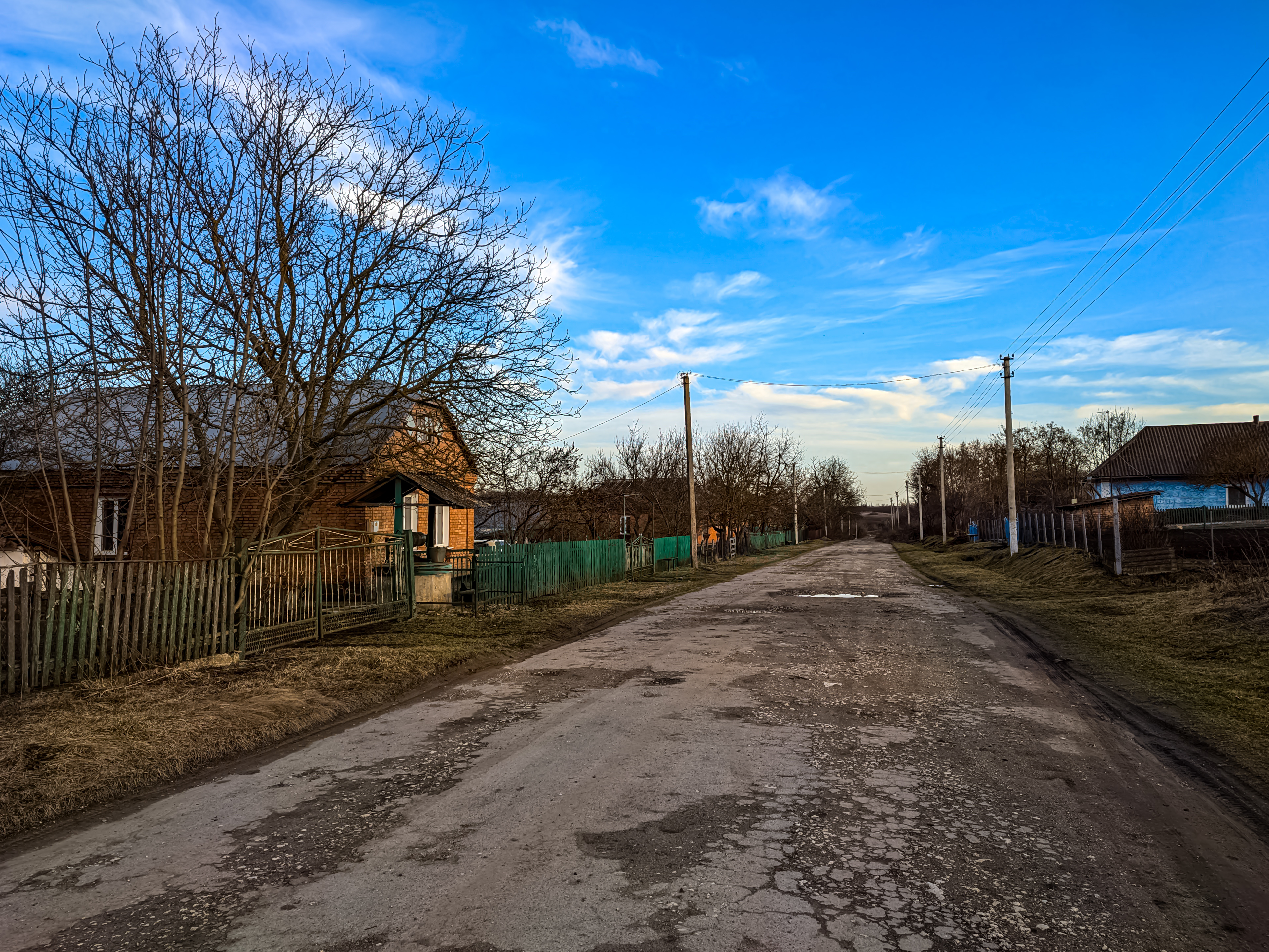
Вулиця Центральна
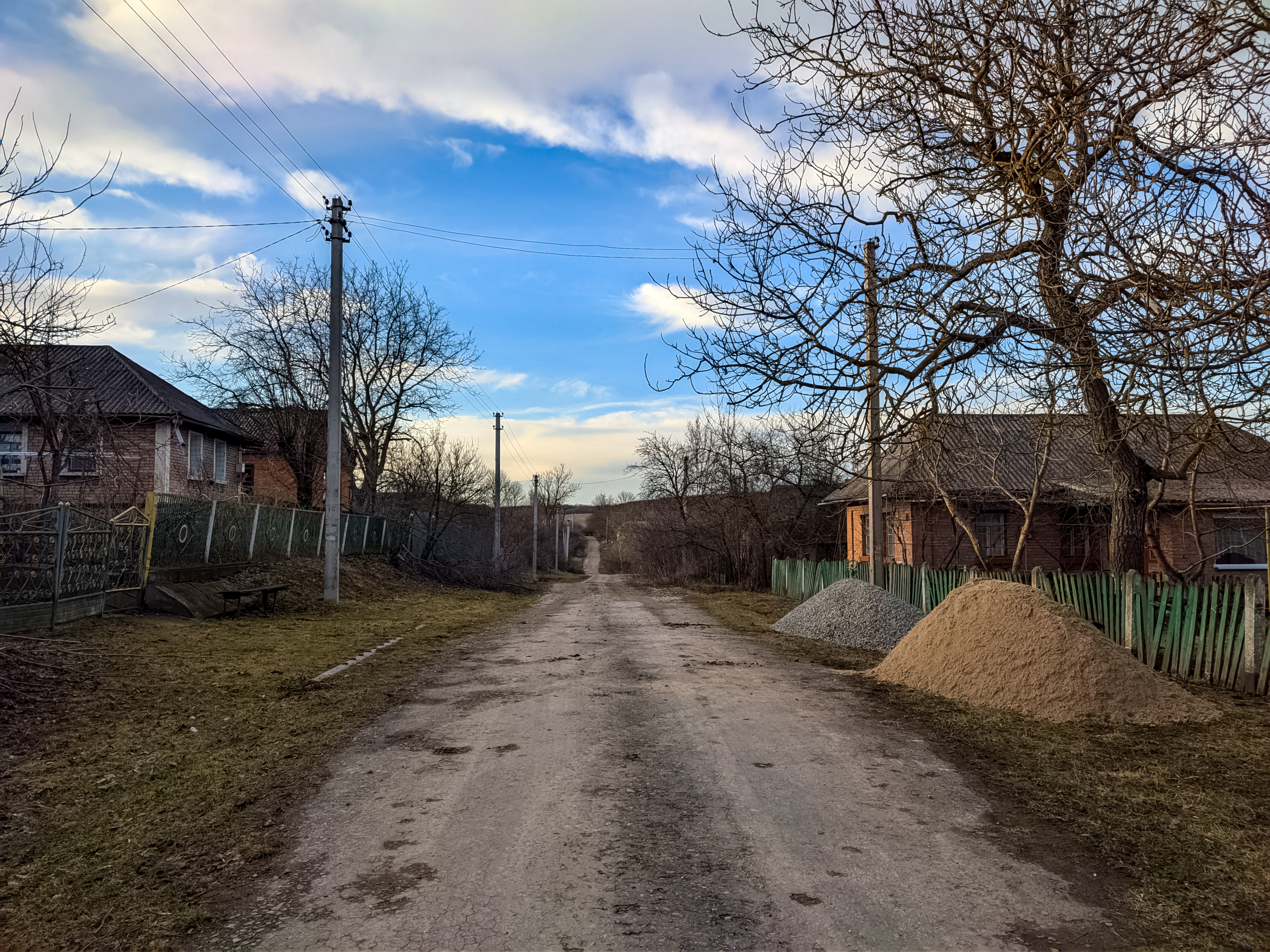
Вулиця Центральна
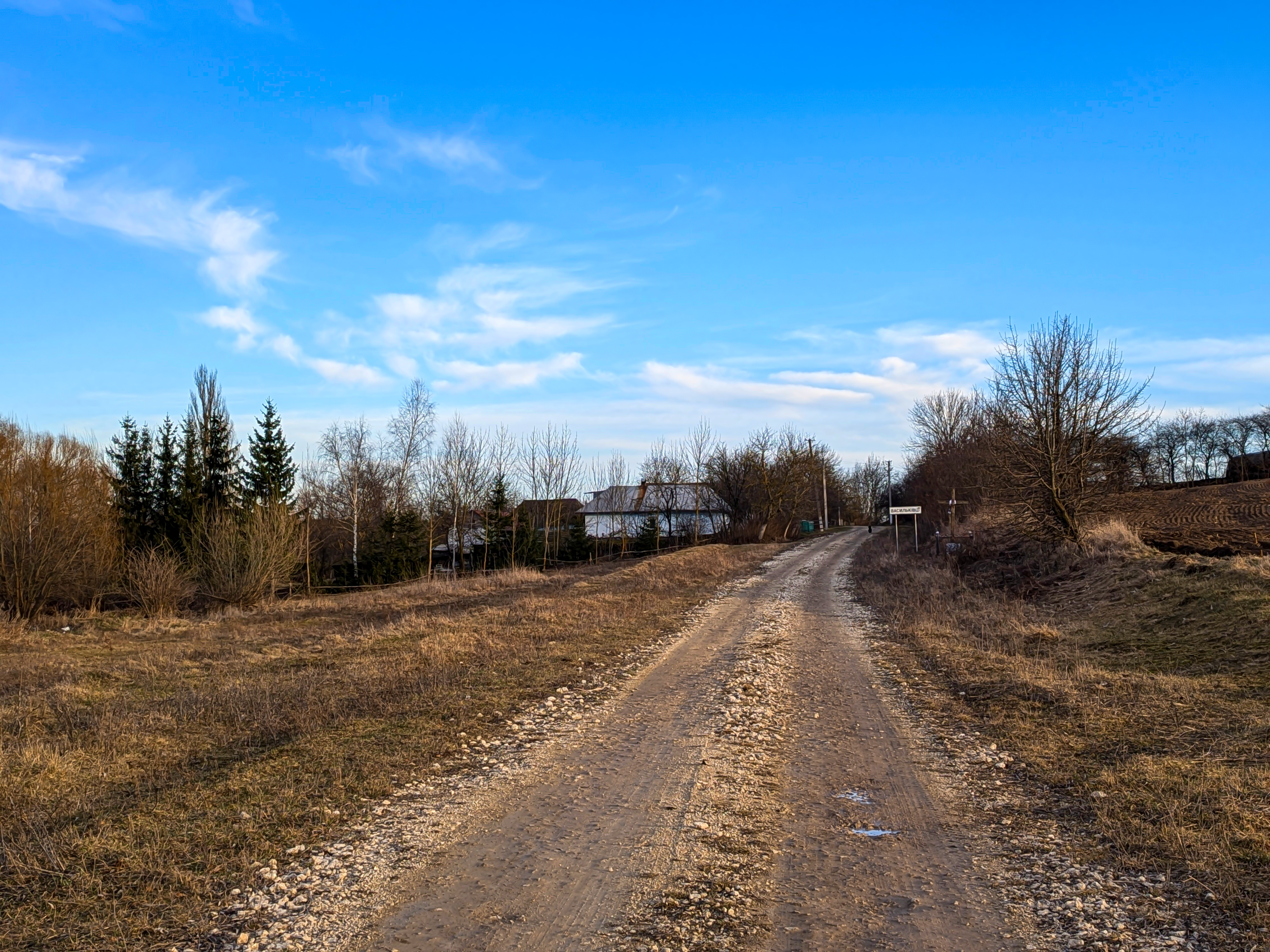
Північна окраїна села
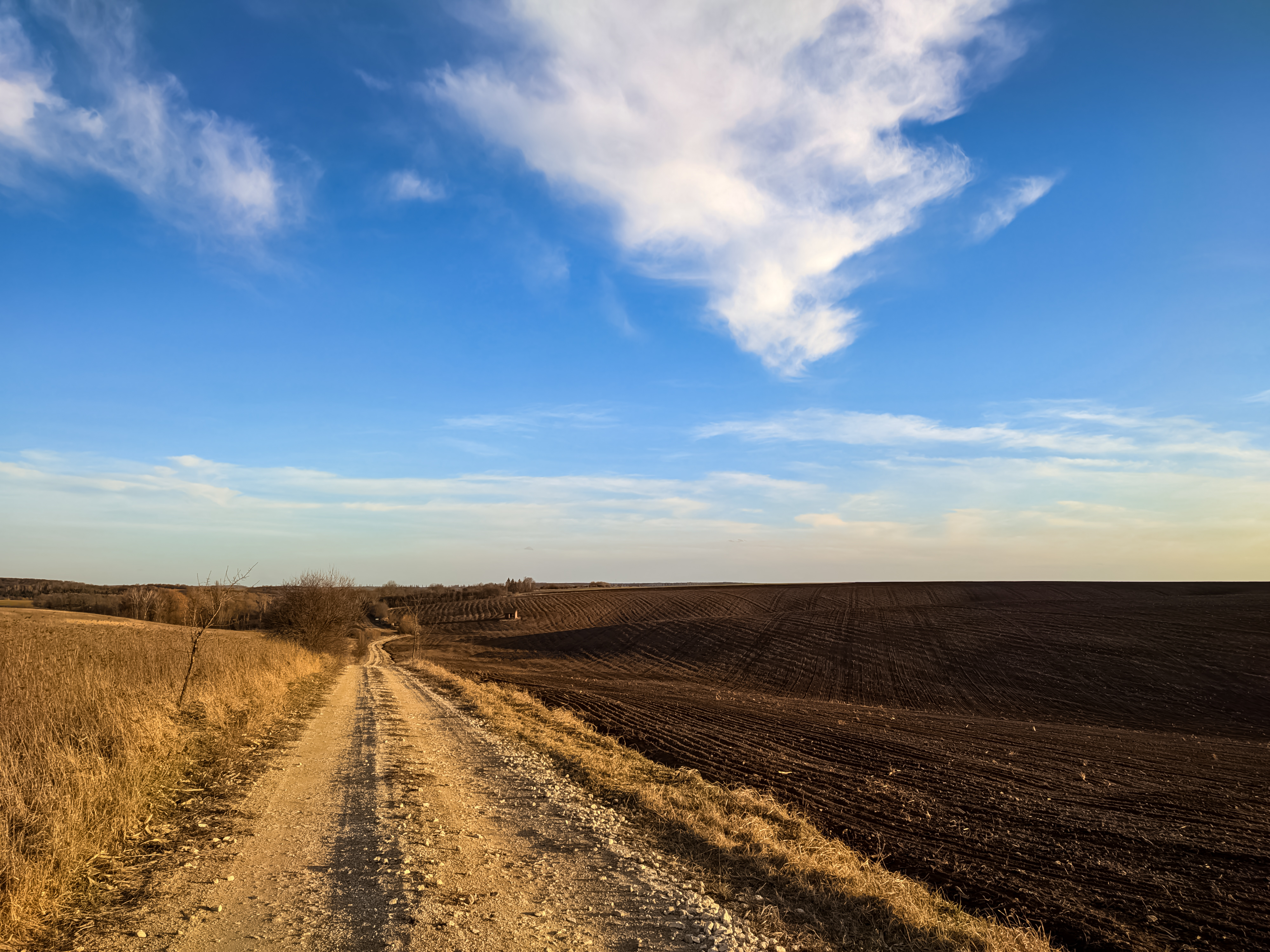
Пейзаж поблизу села